# Kirkham House

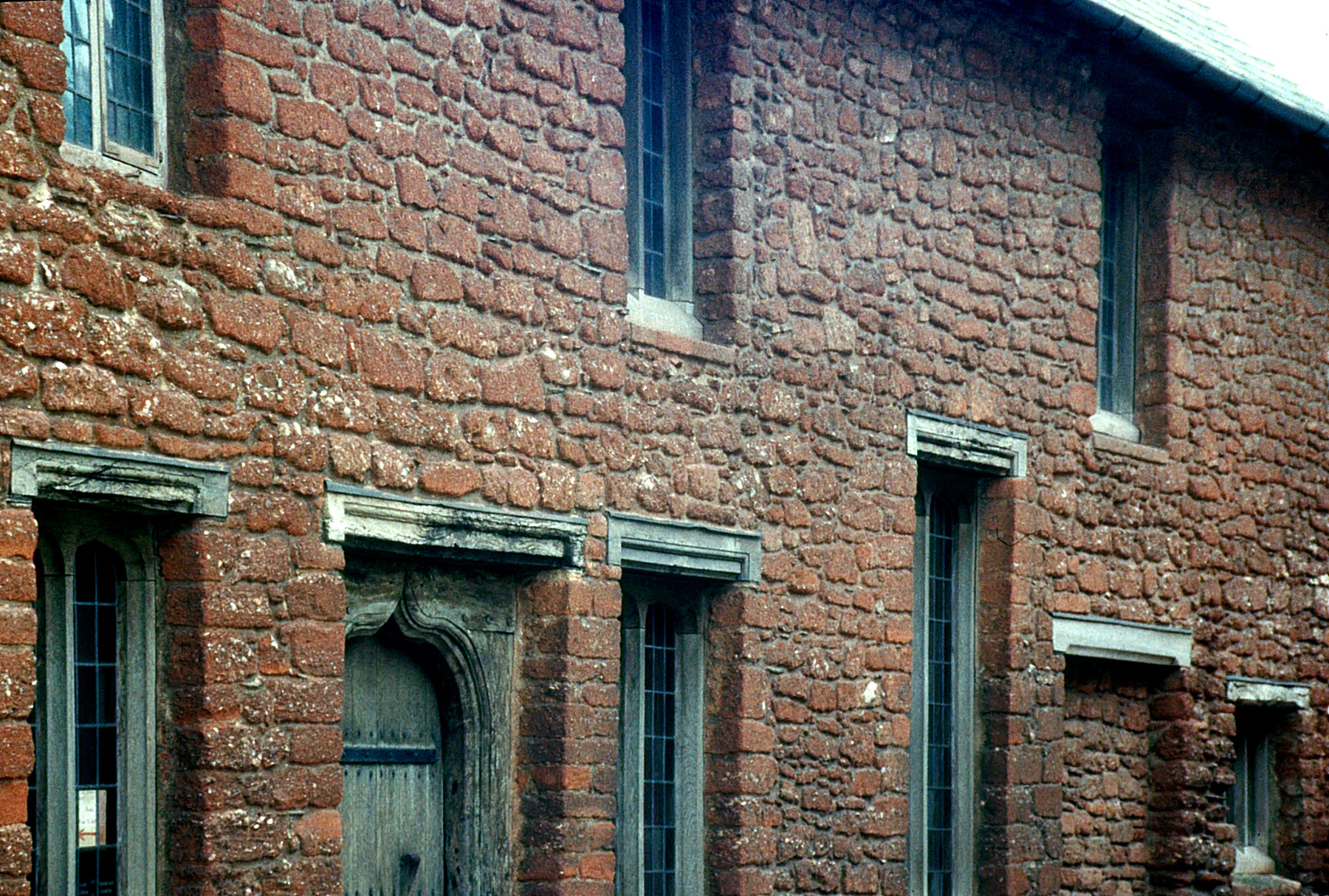
Eingangsfront

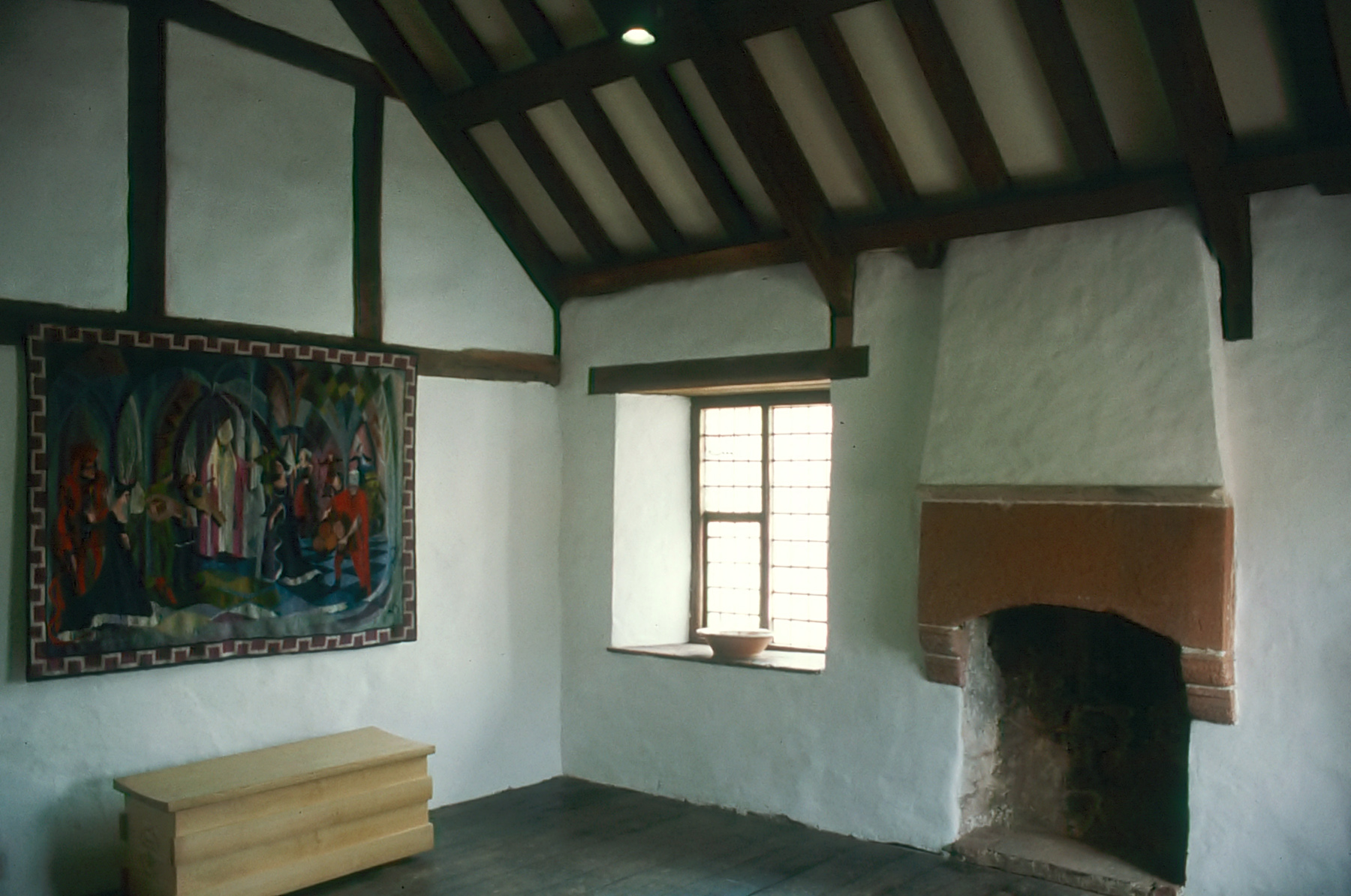
Zimmer im oberen Stockwerk

Kirkham House ist ein mittelalterliches Stadthaus in der Ortschaft Paignton in der Grafschaft Devon im Vereinigten Königreich.
Es ist nicht bekannt, wann genau Kirkham House gebaut wurde, Ausführung und Aufteilung lassen jedoch darauf schließen, dass es aus dem 14. oder 15. Jahrhundert stammt. Es wurde früher als „The Priest's House“ bezeichnet, was auf eine Verbindung zur Kirche schließen lässt; es könnte aber auch die Residenz eines wohlhabenden lokalen Kaufmannes gewesen sein.
Im Erdgeschoss des Hauses befinden sich ein aufwändig ausgeführtes Wohnzimmer sowie eine bis unters Dach offene „Halle“, in der sich Gäste aufhalten konnten. Früher hatten beide Räume steinerne Waschtische, ein seltener Luxus in mittelalterlichen Häusern. Im Obergeschoss führt eine Galerie zu drei weiteren Wohn- und Schlafräumen. Die Küche war in einem Nebengebäude untergebracht, von dem aber nur noch wenige Mauerreste existieren. Außerdem gibt es neben dem Haus einen kleinen Garten.
Der spätmittelalterliche Bau wurde dem English Heritage von Ada Frances Jennings hinterlassen, zusammen mit einem Geldbetrag für die Restaurierung. Stein- und Stuckarbeiten wurden umfassend erneuert, dabei aber viele Teile des ursprünglichen Eichengebälks und  der alten Schnitzereien erhalten. Die Arbeiten waren 1960 abgeschlossen. Das Gebäude steht Besuchern offen; gezeigt werden Reproduktion von Möbeln und Wandteppichen im mittelalterlichen Stil.